# Uwe Hohn
Uwe Hohn (Rheinsberg, 16 juli 1962) is een Duitse voormalig speerwerper, die geschiedenis schreef door als eerste atleet binnen die discipline verder dan 100 meter te werpen.

## Loopbaan
In 1982 werd Hohn Europees kampioen door met een worp van 91,34 meter de Estse Heino Puuste (zilver) en zijn landgenoot Detlef Michel te verslaan. Op 20 juli 1984 gooide hij in het Berlijnse Jahnstadion een afstand van 104,80. Dit wereldrecord was reden om de regels bij het speerwerpen te veranderen, omdat het risico bestond dat de speren van atleten buiten de werpzone terecht zouden kunnen komen. De IAAF veranderde het zwaartepunt, zodat de speer minder ver kan komen. Met dit type speer begon men een nieuwe wereldrecordlijst. Desalniettemin kwam de Tsjech Jan Železný met een worp van 98,48 in mei 1996 toch weer dichtbij.
Door de boycot mocht Uwe Hohn Oost-Duitsland niet vertegenwoordigen op de Olympische Spelen van 1984. In 1985 won hij bij de wedstrijd om de wereldbeker in Canberra het speerwerpen met 96,96, de beste wereldjaarprestatie en bijna tien meter verschil met nummer twee Heino Puuste en drie Tom Petranoff.
In 1986 zette Uwe Hohn een punt achter zijn sportcarrière, na verschillende tegenslagen en operaties. Hierna werkte hij als assistenttrainer en sinds 1999 is hij trainer van SC Potsdam.

## Privéleven
Hohn is sinds 1983 getrouwd en heeft een dochter (geb. 1985) en een zoon (geb. 1989).

## Titels
- Oost-Duits kampioen speerwerpen - 1984, 1985
- Europees jeugdkampioen - 1981

## Palmares

### Speerwerpen
- 1981:  EK U20 - 86,58 m
- 1982:  EK - 91,34 m
- 1984:  Oost-Duitse kamp. - 94,80 m
- 1984:  Vriendschapsspelen (Olympische Boycot Spelen) - 94,44 m
- 1985:  Oost-Duitse kamp. - 85,78 m [2]
- 1985:  Europacup - 92,88 m
- 1985:  Wereldbeker - 96,96 m

## Onderscheidingen
- Oost-Duits sporter van het jaar - 1984